# 2. Flieger-Division (1938–1939)
Die 2. Flieger-Division war ein Großverband der Luftwaffe der Wehrmacht im Zweiten Weltkrieg. Es bestand keine organisatorische Verbindung zur 2. Flieger-Division (1942–1945).

## Geschichte
Die 2. Flieger-Division wurde am 1. August 1938 in Dresden aus der Dienststelle des Höheren Fliegerkommandeurs 3 gebildet. Am 1. November 1938 erhielt sie die Bezeichnung 12. Flieger-Division, kehrte aber am 1. Februar 1939 zur alten Bezeichnung wieder zurück. Sie war beim Überfall auf Polen ab dem 1. September 1939, der Luftflotte 4 im Südabschnitt der Front unterstellt. Am 11. Oktober wurde sie in das II. Flieger-Korps umgewandelt.

## Personen

### Divisionskommandeur
| Dienstgrad      | Name           | Datum                                |
| --------------- | -------------- | ------------------------------------ |
| Generalleutnant | Wilhelm Wimmer | 1. August 1938 bis 1. Februar 1939   |
| Generalmajor    | Bruno Loerzer  | 1. Februar 1939 bis 11. Oktober 1939 |

### Erster Generalstabsoffizier
| Dienstgrad | Name        | Datum                              |
| ---------- | ----------- | ---------------------------------- |
| Major      | Hans Grunow | 1. April 1939 bis 11. Oktober 1939 |

## Unterstellung
| Unterstellung               | von             | bis             |
| --------------------------- | --------------- | --------------- |
| Luftwaffengruppenkommando 1 | 1. August 1938  | Februar 1939    |
| Luftflotte 1                | Februar 1939    | 26. August 1939 |
| Luftflotte 4                | 26. August 1939 | September 1939  |
| Luftflotte 3                | September 1939  | Oktober 1939    |

## Unterstellte Verbände
| Verbände am 1. September 1939 | Flugzeuge | Flugzeuge     | Flugzeugtypen           | Liegeplatz          | Lage           |
| Verbände am 1. September 1939 | Ist       | Einsatzbereit | Flugzeugtypen           | Liegeplatz          | Lage           |
| Stab/Kampfgeschwader 4        | 6         | 6             | Heinkel He 111P         | Oels                | Geokoordinaten |
| I./Kampfgeschwader 4          | 27        | 27            | Heinkel He 111P         | Langenau            | Geokoordinaten |
| II./Kampfgeschwader 4         | 30        | 30            | Heinkel He 111P         | Oels                | Geokoordinaten |
| III./Kampfgeschwader 4        | 33        | 32            | Heinkel He 111P         | Langenau            | Geokoordinaten |
| Stab/Kampfgeschwader 76       | 9         | 9             | Dornier Do 17Z          | Breslau-Schöngarten | Geokoordinaten |
| I./Kampfgeschwader 76         | 36        | 36            | Dornier Do 17Z          | Breslau-Schöngarten | Geokoordinaten |
| III./Kampfgeschwader 76       | 39        | 39            | Dornier Do 17Z          | Rosenborn           | Geokoordinaten |
| Stab/Kampfgeschwader 77       | 9         | 9             | Dornier Do 17E          | Grottkau            | Geokoordinaten |
| I./Kampfgeschwader 77         | 37        | 37            | Dornier Do 17E          | Brieg               | Geokoordinaten |
| II./Kampfgeschwader 77        | 39        | 39            | Dornier Do 17E          | Grottkau            | Geokoordinaten |
| III./Kampfgeschwader 77       | 38        | 34            | Dornier Do 17E          | Brieg               | Geokoordinaten |
| I./Sturzkampfgeschwader 2     | 41        | 40            | Junkers Ju 87B          | Nieder-Ellguth      | Geokoordinaten |
| I./Zerstörergeschwader 76     | 33        | 31            | Messerschmitt Bf 110B/C | Ohlau               | Geokoordinaten |
| 3./Fernaufklärungsgruppe 122  | 12        | 10            | Dornier Do 17P          | Woisselsdorf        |                |
| Insgesamt                     | 389       | 383           |                         |                     |                |

Anmerkungen
1. ↑  Bedeutung der Abkürzungen, siehe Organisation der Geschwader
2. ↑  Iststärke (die tatsächlich in der Einheit vorhandenen Flugzeuge)
3. ↑  Einsatzbereit (abflugbereite Flugzeuge)